# Le Faulq
Le Faulq ist eine französische Gemeinde mit 325 Einwohnern (Stand: 1. Januar 2022) des Départements Calvados in der Region Normandie. Sie ist dem Kanton Pont-l’Évêque und dem Arrondissement Lisieux zugeteilt. Die Einwohner werden Faüssiens genannt.

## Geographie
Le Faulq liegt etwa 35 Kilometer südsüdöstlich von Le Havre in der Landschaft Pays d’Auge. Umgeben wird >Le Faulq von den Nachbargemeinden Bonneville-la-Louvet im Norden und Nordosten, Saint-Pierre-de-Cormeilles im Osten und Südosten, Le Pin im Süden und Südosten, Le Brévedent im Südwesten sowie Blangy-le-Château im Westen.

## Bevölkerungsentwicklung
| Jahr                      | 1962 | 1968 | 1975 | 1982 | 1990 | 1999 | 2006 | 2014 |
| Einwohner                 | 129  | 125  | 113  | 153  | 201  | 260  | 342  | 341  |
| Quelle: Cassini und INSEE |      |      |      |      |      |      |      |      |

## Sehenswürdigkeiten
- Kirche Saint-Martin aus dem 14. Jahrhundert
- Taubenhaus des früheren Schlosses

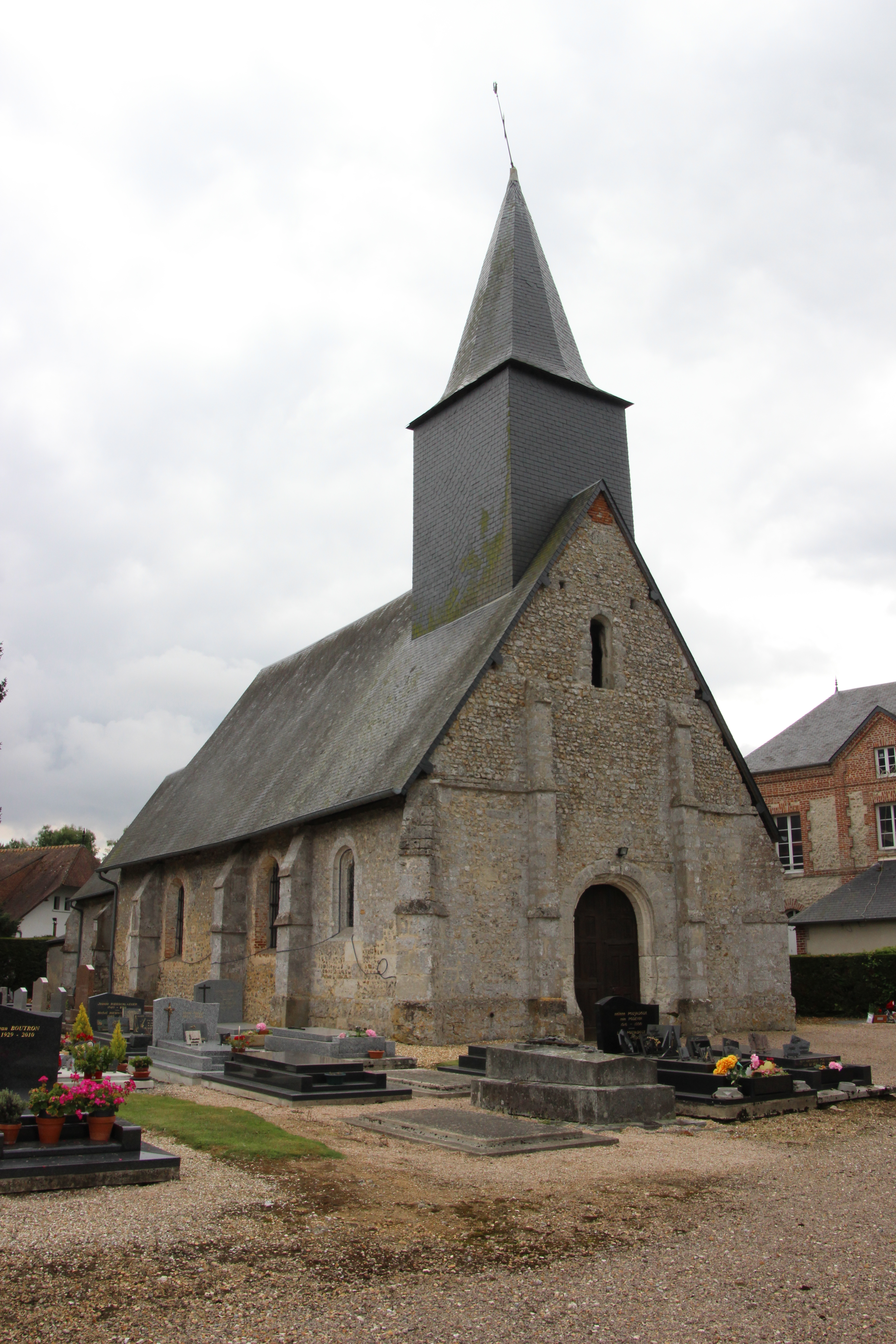
Kirche Saint-Martin
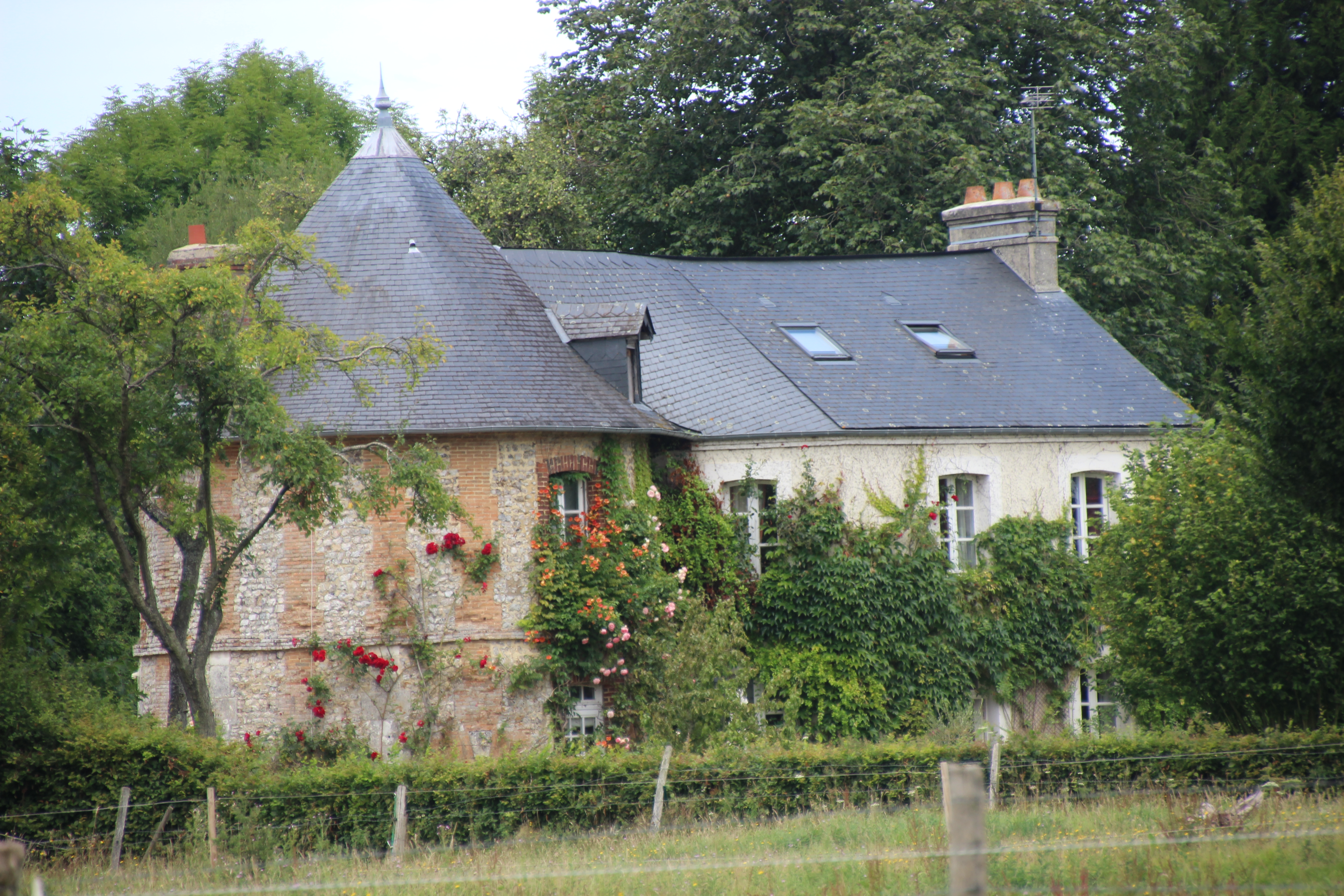
Taubenhaus